# Robert Wilson (senator)
Robert Wilson, född i november 1803 nära Staunton, Virginia, död 10 maj 1870 i Marshall, Missouri, var en amerikansk politiker. Han representerade delstaten Missouri i USA:s senat 1862-1863.
Wilson flyttade 1825 till Howard County, Missouri. Han deltog 1838 i det så kallade Mormonkriget i nordvästra Missouri. Wilson studerade juridik och inledde 1840 sin karriär som advokat. Han flyttade sedan till Huntsville och var 1844 ledamot av Missouri House of Representatives, underhuset i delstatens lagstiftande församling. Han flyttade 1852 vidare till Andrew County och var 1854 ledamot av delstatens senat.
Senator Waldo P. Johnson uteslöts 1862 ur senaten. Wilson utnämndes som unionist till senaten fram till valet av en efterträdare följande år. Han efterträddes som senator av B. Gratz Brown.
Wilsons grav finns på Mount Mora Cemetery i Saint Joseph.